# Appa Sahib
Mudhoji II més conegut com a Appa Sahib fou regent (1816-1817) i després raja de Nagpur de la família Bhonsle (1817-1818).
Raghuji II va morir el 22 de març de 1816 i el va succeir el seu fill Parsoji que era paralitíc, cec i mentalment retardat. Baka Bai la madrastre del nou raja el va mantenir a palau i es va fer càrrec de l'administració amb ajut de Dharmaji Bhosle, Naroba Chitanis i Gajabadada-Gujar. Dharmaji era fill il·legítim de Raghuji, germanastre de Parsoji, i fou el guardià del tresor reial i un dels caps de l'exèrcit.
Appa Sahin Bhonsle, cosí sense dret legítim a la corona (fill de Vyankoji Bhonsle àlies Manyabapu, germà de Raghuji II), era l'únic que podia aspirar al poder; tenia el suport de molts cortesans entre els quals Ramchandra Vagh i Manbhat, que tractaven de convèncer els partidaris de Parsoji; la facció d'aquest l'encapçalava la regent Baka Bai i Dharmaji.
El resident britànic Jenkins va donar secretament suport a Appa Sahib que es mostrava favorable a l'aliança subsidiària ambicionada pels britànics. Appa Sahib va convocar a una reunió a Dharmaji l'11 d'abril de 1816 i inesperadament el va arrestar agafant possessió del poder efectiu i del tresor; llavors va fer coronar a Parsoji i es va celebrar un gran darbar en el que es va formalitzar el nomenament d'Appa Sahib com a regent. Jenkins hi va estar present.
El 5 de maig de 1816 Dharmaji fou assassinat i Appa Sahib es va lliurar així del seu principal adversari. Elr egent va entrar a l'aliança subsidiària el 28 de maig de 1816 que permetia l'establiment de soldats a Nagpur com a protecció, pagats pel sobirà que responia del pagament amb el territori; els afers exteriors passaven a control del resident britànic i el raja no podria fer la guerra a aliats britànics. La força britànica fou traslladada des de Ellichpur sota el general Dovetone; un contingent va quedar estacionat a Kalamesvar prop de Nagpur. Appa Sahib va establir residencia a Telankhedi Garden.
L'1 de febrer de 1817 Parasoji fou trobat mort al seu llit, probablement assassinat pels seus guardians Sadikmanu Bhaldar i Janu Bansod, pagats per Appa Sahib. El resident però va absoldre al regent de la mort encara que més tard li fou imputada. Appa Sahib va pujar al tron com Mudhoji II sent coronat el 21 d'abril de 1817. Els seus esforços una vegada consolidat al poder foren dirigits contra el jou britànic. El resident sospitava que estava en contracte amb el peshwa Baji Rao II i amb Daulat Rao Sindhia, i a més Appa Sahib va honorar a un cap pindari, Chittu. El coronel Adams va traslladar les seves forces al sud del Narmada i Scot va sortir de Ramtek cap a Nagpur.
Appa Sahib va decidir acceptar el títol i honors de senasaheb del peshwa Baji Rao i es va fixar la cerimònia pel dia 24 de novembre de 1817, sent invitat el resident, però aquest va declinar perquè havia esclatat la guerra amb el peshwa de Poona i va informar a Appa Sahib que no havia de rebre honors d'un enemic britànic, però Appa Sahib no es va fer enrere; això fou considerat una violació del tractat i la guerra era imminent.
Els soldats d'Appa Sahib, la major part àrabs, van prendre posicions a Nagpur i Sitabuldi, amb un total de divuit mil homes i 26 canons, mentre els britànics eren només 1.800 homes. El resident va ordenar al coronel Scott ocupar els turons de Sitabuldi el que va fer sense oposició; el 26 de novembre els àrabs del fort de Satabauldi van disparar contra els britànics però Appa SAahib va fer saber que havia estat contra les seves ordes però els anglesos van respondre; el 27 de novembre els marathes van atacar els turons i van estar a punt d'ocupar-los, però foren rebutjats mercès a l'acció decidida del capità Fitzgerald. Els dies següens els britànics van avançar i van derrotar les forces marathes manades per Manbhat a Sitabauldi i Appa Sahib es va posar sota protecció del resident el 16 de desembre de 1817; el marathes encara van lliurar la batalla de Sakkardara que també van pedre i es van fer forts a Nagpur, a la fortalesa; el 24 de desembre els britànics van prendre peu a Tulsibag; el dia 30 de desembre la Unió Jack onejava a l'antic palau dels bhonsles; Manbhat fou capturat i va morir a la presó.
El 6 de gener de 1818 Appa Sahib signava un tractat amb termes més estrictes que l'anterior: entrega de les fortaleses de Gawilgarh i Narnala; l'administració civil i militar de Nagpur seria supervisada pel resident, i Appa Sahib podria restar a la ciutat sota supervisió; els retards en els pagaments de l'exèrcit subsidiari s'haurien d'abonar immediatament i hauria d'entregar qualsevol fortalesa que fos demanada pels britànics; Appa Sahib entregaria als que havien fet la guerra; i finalment els turons de Sitabuldi serien entregats als britànics.
Als pocs dies els forts de Jubbulpore, Shiwani, Dhirud (sud-est de Nagpur), Gawilgarh, Chauragad, Narnala i Mandla es van entregar als britànics gairebé sense resistència excepte a Mandla on va resistir uns dies Raya Hajari, que va fugir i la guarnició de 1.100 homes es va rendir.
Appa Sahib va restar al front nominal de l'estat. El 19 de febrer de 1818 Bapu Gokhale el darrer gran general de Baji Rao II va morir lluitant en la batalla d'Asta. Baji Rao va fugir fins que es va acabar rendint a Malcom. Durant la fugida va passar per Vasim i Panharkavada i l'acompanyava Ganpatrav Subhedar, un dels generals d'Appa Sahib. Es rumorejava que Bal Rao podria unir-se a Appa Sahib i els dos podrien marxar a Chanda encara en mans de Ganga Singh. La sospita de Jenkins que Appa Sahib estava en contacte amb Baji Rao es va veure reforçada quan Elphinstone va interceptar una carta. Llavors Appa Sahib fou arrestat (15 de març de 1818) i junt amb Ramchandra Vagh i Nagopant fou enviat a Prayag, per evitar la seva presència a Nagpur. El 20 de maig de 1818 el fort de Chanda va capitular amb la mort de Ganga Singh i els darrers homes.
Mentre Appa Sahib anava cap a Prayag, es va escapar dels britànics a Raichur (23 de maig de 1818) i es va retirar a les muntanyes Mahadeo de Madhya Pradesh on fou ajudat per Mohan Singh, thakur de Panchmadhi i per Chain Shah, sobirà d'Harai, a més de per diversos petits rages gonds. Una força britànica sota Adams, MacMorin i Scott va pentinar les muntanyes i va arrestar als rages gonds. Mohan Singh i Chain Shah foren també capturats. Pero Appa Sahib va poder arribar al fort d'Asirgarh (1 de febrer de 1819) amb l'ajut del cap pindari Chittu, i fou ben rebut per Jaswant Rao Lad, senyor del castell, feudatari de Sindhia. Els britànics van enviar als seus homes de Malwa, Poona, Nagpur i Hyderabad, cap a la fortalesa, que es va rendir el 9 d'abril de 1819, però Appa Sahib ja s'havia escapat cap a Khairi Ghat al nord-oest i es va refugiar amb un senyor braman a Burhanpur. Després va creuar el territori dels síndhies, holkars, Jaipur i Jodhpur demanant asil; finalment va trobar acollida amb Ranjit Singh de Lahore; després va estar protegit pel raja de Mandi, i més tard va rebre asil del maharajà de Jodhpur que no el va voler entregar per mantenir les tradicions cavalleresques dels rajputs (1829).
Va restar a Jodhpur fins a la seva mort el 1840.
Va tenir dues dones: Uma Bai i Savitri Bai.